# Cathédrale Saint-Louis de Saint-Louis
Pour les articles homonymes, voir Saint-Louis et Cathédrale Saint-Louis.
Ne doit pas être confondu avec l'ancienne cathédrale.
La cathédrale Saint-Louis est située dans la ville de Saint-Louis dans l'État du Missouri.

## Histoire
La basilique-cathédrale de Saint-Louis, également connue comme la cathédrale Saint-Louis ou la nouvelle cathédrale, a été achevée en 1914. Bien que les travailleurs aient commencé la préparation du terrain pour la construction, le 1er mai 1907, la première messe n'a eu lieu qu'en octobre 1914, alors que la superstructure était complète. La consécration de l'église a eu lieu plus de dix ans plus tard, le 29 juin 1926. La cathédrale a été désignée comme une basilique par le pape Jean-Paul II le 4 avril 1997. L'église est connue pour ses grandes mosaïques, ses cryptes funéraires, et l'ajout d'une sculpture en plein air destinée à promouvoir l'harmonie raciale.

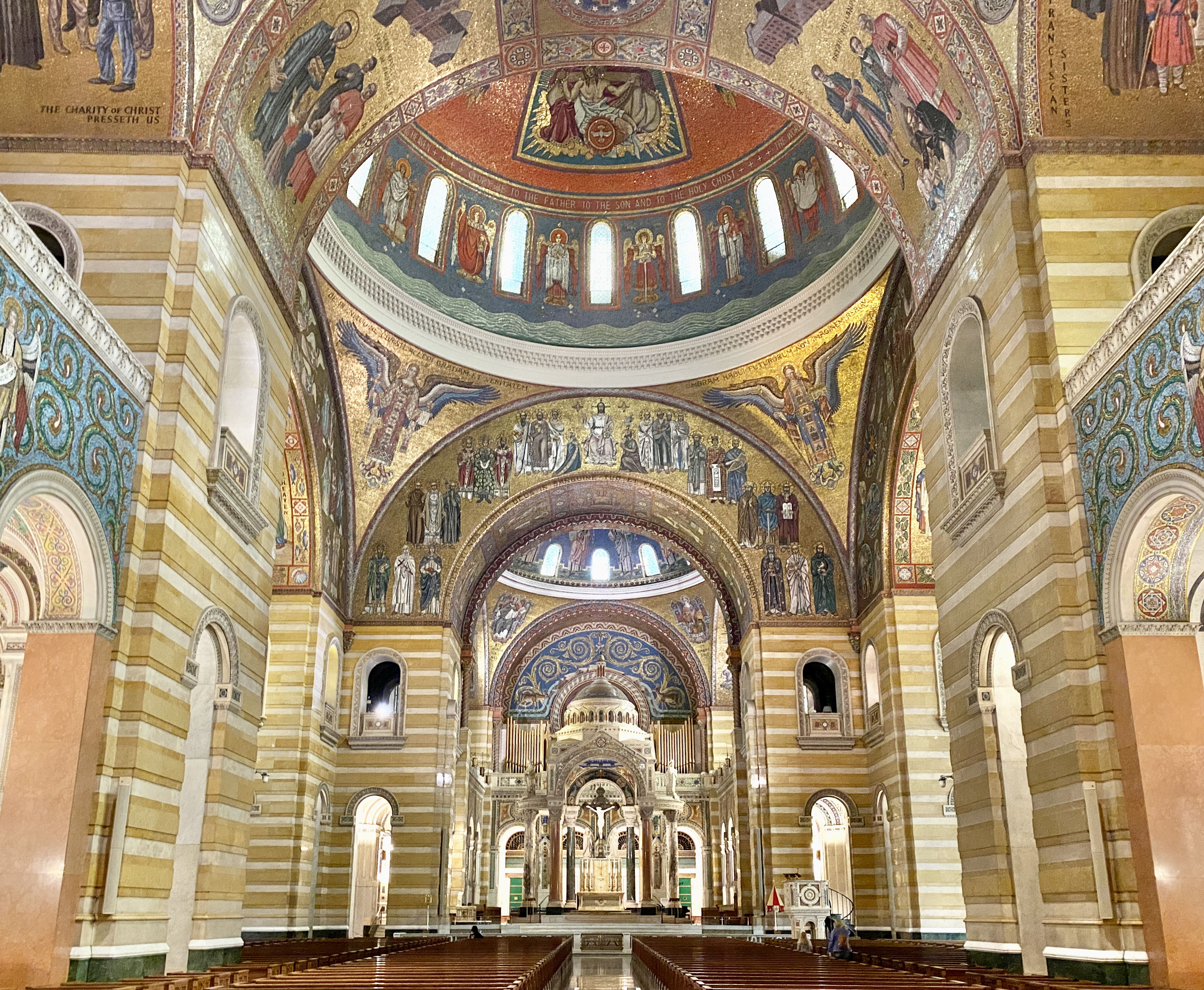
L'intérieur de la cathédrale.
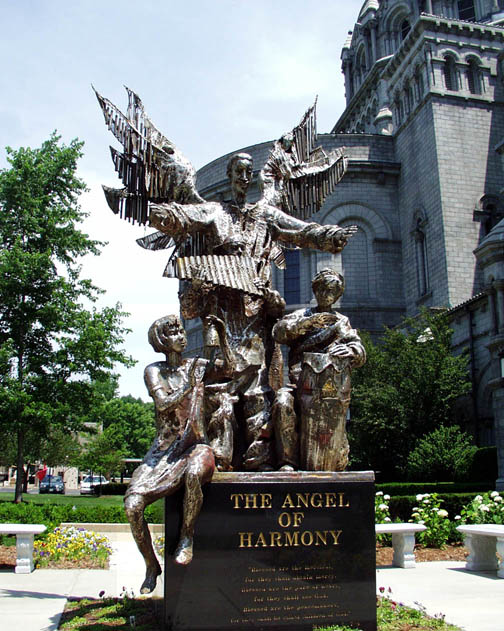
L'ange de l'harmonie.
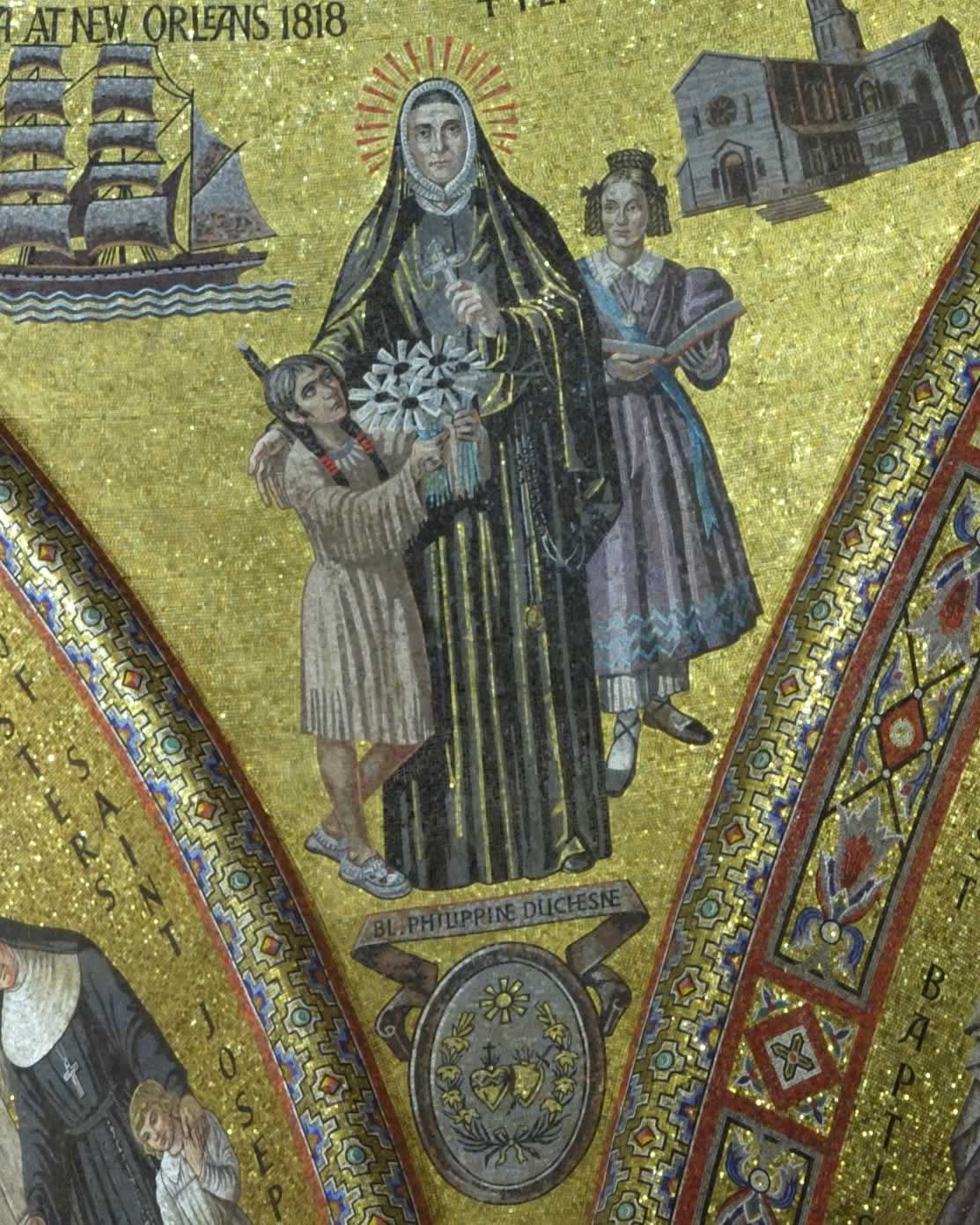
Sainte Philippine Duchesne.
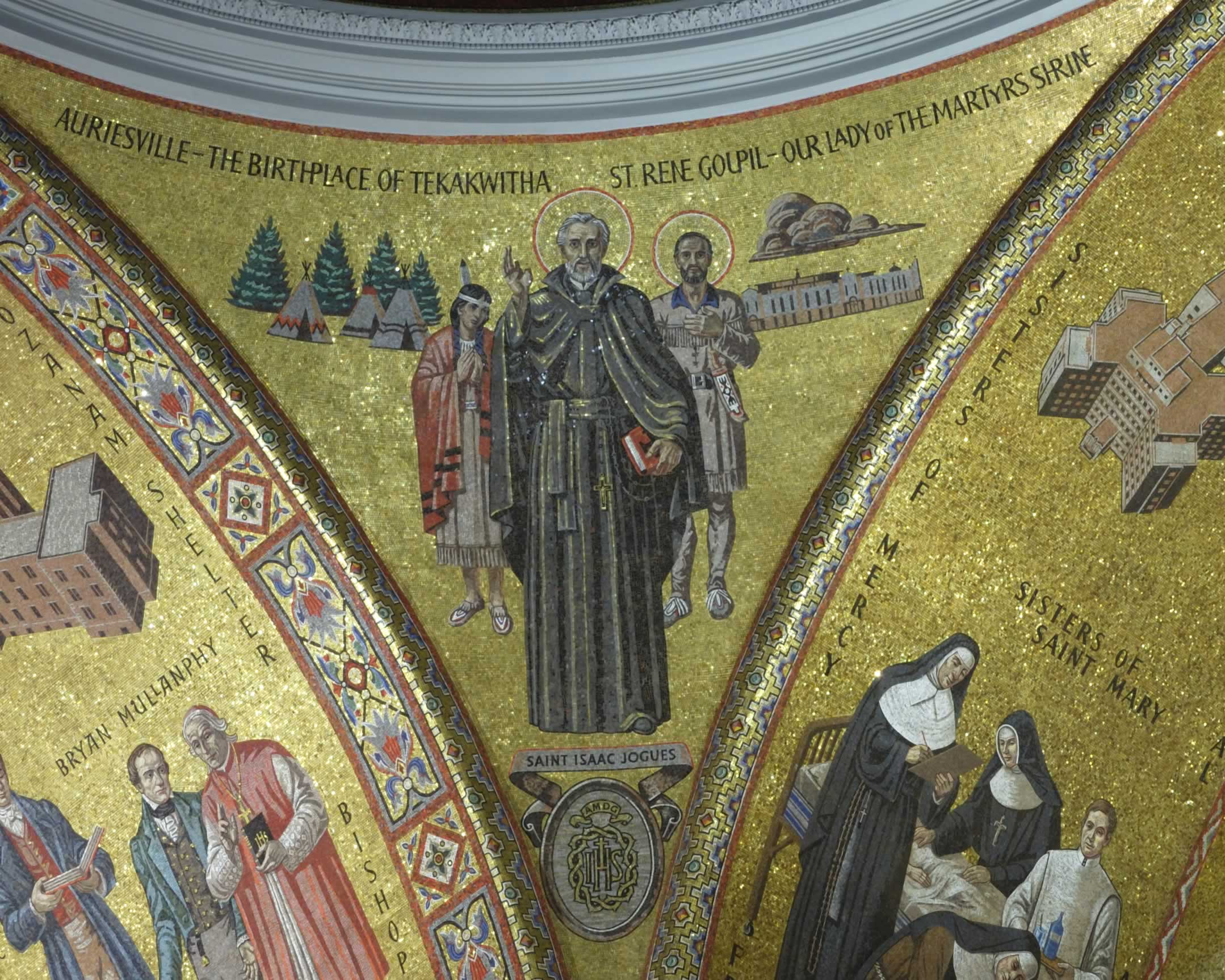
Saint René Goupil.

### Articles liés
- Cathédrale Saint-Louis-Roi-de-France de Saint-Louis
- Liste des évêques et archevêques de Saint-Louis
- Liste des cathédrales des États-Unis